# Asemonea fimbriata
Asemonea fimbriata là một loài nhện trong họ Salticidae.
Loài này thuộc chi Asemonea. Asemonea fimbriata được Fred R. Wanless miêu tả năm 1980.